# 罪と罰 (1956年の映画)
『罪と罰』（つみとばつ、Crime et Châtiment）は1956年のフランスの映画。フョードル・ドストエフスキーによる同名の小説を原作とし、舞台を当時のフランスに置き替え映画化している。出演はロベール・オッセンやジャン・ギャバンなど。
本作は、フランスで1,782,212人の観客動員を記録した。

## キャスト
※括弧内は日本語吹替（初回放送1971年5月6日『木曜洋画劇場』）
- ガレット：ジャン・ギャバン（森山周一郎）
- リリイ：マリナ・ブラディ（山崎左度子）
- ニコール：ウラ・ヤコブソン
- アントワーヌ：ベルナール・ブリエ
- ルネ：ロベール・オッセン（新田昌玄）
- マダム・ブルネル：ギャビー・モルレー
- マダム・テレーズ：イヴェット・エティエヴァン
- ジャン：ジェラール・ブラン
- ルノー警部：アルバート・レミー
- グスタフ：リノ・ヴァンチュラ

## スタッフ
- 監督：ジョルジュ・ランパン
- 原作：フョードル・ドストエフスキー
- 脚本：シャルル・スパーク
- 撮影：クロード・ルノワール
- 音楽：モーリス・ティリエ